# NGC 445
NGC 445 est une lointaine galaxie lenticulaire située dans la constellation de la Baleine. NGC 445 a été découverte par l'astronome allemand Albert Marth en 1864.

## Caractéristiques
Sa vitesse par rapport au fond diffus cosmologique est de 11 145 ± 37 km/s, ce qui correspond à une distance de Hubble de 164 ± 12 Mpc (∼535 millions d'al).